# Rättsfamilj
En rättsfamilj är en grupp rättsordningar som historiskt är relaterade till varandra. Ett exempel är common law familjen: dessa rättsordningar (till vilka hör den australiensiska, de flesta US-amerikanska, den jamaicanska, liksom flera andra rättsordningar) härstammar från den engelska rättsfamiljen. En annan rättsfamilj är den tysk-romerska rättsfamiljen som har förgreningar i Östeuropa och i Japan. Den nordiska rättsfamiljen anses ibland vara en sidogren av den tysk-romerska familjen, ibland vara en självständig familj.